# Anoplostoma exceptum
Anoplostoma exceptum är en rundmaskart som beskrevs av Schulz 1935. Anoplostoma exceptum ingår i släktet Anoplostoma och familjen Anoplostomatidae. Arten är reproducerande i Sverige. Inga underarter finns listade i Catalogue of Life.